# François-Jules-Gaspard de Contades
François-Jules-Gaspard de Contades, "vicomte" de Contades, né le 29 décembre 1760 à Angers, mort le 3 septembre 1811 à Angers, est un noble et militaire français, émigré en 1791 durant la Révolution française.

## Biographie
Petit-fils du marquis Louis Georges Érasme de Contades maréchal de France (1704-1794). Fils de Georges-Gaspard marquis de Contades (1724-1794), brigadier des armées du roi, tué en Vendée en 1794.
Frère cadet du marquis Louis Gabriel de Contades, (1759-1825) maréchal de camp et de Érasme Gaspard de Contades (1758-1834) pair de France.
François-Jules-Gaspard de Contades est présenté de minorité dans l'ordre de Saint-Jean de Jérusalem le 19 août 1771 à l'âge de dix ans mais n'a pas présenté ses vœux dans l'Ordre ; il épouse le 9 mars 1791 Cécile-Émilie de Bouillé (1774-1801), fille du marquis François-Claude-Amour de Bouillé, lieutenant-général des armées du roi Louis XVI.

### Ancien régime
Major en second du régiment du Bourbonnais infanterie, il est appelé le chevalier de Contades.

### Émigration
À la Révolution, il émigre en 1791, et à partir de 1792, il fait les campagnes de l'armée de Condé contre les troupes de la Convention. En novembre 1794 il est major au régiment de uhlans britanniques à la solde de l'Angleterre, le colonel propriétaire du régiment est son beau-frère Louis de Bouillé.
En 1795, il passe colonel d'un régiment d'infanterie légère dit Talpaches de Rohan levé par le prince de Louis de Rohan : d'après François Grille dans l'Émigration Angevine; « ce corps des Talpaches a fait des prodiges à l'armée de Clairfait (division de Wurtemberg) et le chef comme si l'on avait fait exprès, tant il a tout et possède tout : courage, aplomb, connaissances militaires et une bonté accompagnée de la fermeté nécessaire et d'une résolution à toute épreuve ».
Le vicomte de Contades passe ensuite Major-général du régiment de Rohan à la solde de l'Autriche.

### Premier Empire
En 1803, il bénéficie de l'amnistie concernant les anciens émigrés, à la suite de l'article 12 du Sénatus-consulte en date du 6 Floréal An X (26 avril 1802).

## Sources
- Grouvel (vicomte), Régiment de Uhlans Britanniques 1793-1796, Les corps de troupe de l’émigration, 3 volumes, La Sabretache, Paris, 1961-1965.
- Célestin Port, Dictionnaire historique de Maine-et-Loire, version révisée.